# Franz Reckert

Franz Reckert

Gustav Franz Reckert (* 27. Mai 1914 in Kassel; † 13. Januar 2004 in Hamburg) war ein deutscher Maler, Grafiker und Bildhauer, der in Hamburg und auf Sylt lebte.

## Leben

Junge mit Gitarre, 1948, Öl auf Leinwand, Museum Eisenach

Atmosphärisches Blatt, 1985, Mischtechnik, Privatsammlung

Der Klang, 1997, Gouache, Privatsammlung

Franz Reckert wurde als zweiter von drei Söhnen des Mitarbeiters der Henschel-Lokomotiv-Werke, Andreas und seiner Ehefrau Elisabeth in Kassel geboren. Schon früh zeigte sich seine künstlerische Begabung und seine Eltern richteten ihm bereits während der Schulzeit in ihrer Wohnung einen Raum ein, wo er malen und zeichnen konnte. Nach Beendigung der Schule absolvierte er eine Ausbildung als Lithograph und Grafiker und besuchte gleichzeitig die staatliche Kunstgewerbeschule in Kassel.
1935 fuhr Reckert nach Hamburg, um die Forschungsreise des schwedischen Tierfilmers Bengt Berg als Fotograf zu begleiten, was die politischen Verhältnisse verhinderten. Stattdessen unternahm er eine Radtour durch Schweden, um sich den Nationalsozialisten zu entziehen, kehrte aber nach Deutschland zurück, da man Repressalien gegen die Familie androhte. Von 1937 bis 1938 absolvierte er den geforderten Wehrdienst.
Danach richtete Reckert sich eine Atelierwohnung am Graumannsweg in Hamburg ein, arbeitete als Gebrauchsgrafiker und malte nebenbei. Er fuhr nach München, um sich die Ausstellung „Entartete Kunst“ der Nazis anzuschauen, und war so beeindruckt, dass er sich nun mehr der Malerei widmen wollte. Im selben Jahr erhielt Franz Reckert ein Stipendium für ein Studium an der Hochschule für Bildende Künste in Berlin bei den Professoren Fritz Burmann, Peter Fischer und Kurt Wehlte. Er lernte dort u. a. die Malerstudenten Manfred Kandt (Ehemann von Susanne Kandt-Horn) und Bernard Schultze kennen, und es entstanden lebenslange Freundschaften.
1940 wurde Reckert zum Kriegsdienst einberufen. Eine Verwundung im dritten Kriegsjahr ermöglichte ihm eine Fortsetzung seines Studiums an der Hochschule in Berlin. Einigermaßen wiederhergestellt, musste er zurück zum Kriegsdienst. Als Grafiker und angehender Maler wurde er als Kartograph eingesetzt, wobei er den späteren Kartographen Gerhard Falk (Falk-Pläne) kennenlernte. Die Freundschaft hielt über den Krieg hinaus. In den Bombennächten in Hamburg 1943 wurde auch Reckerts Atelier-Wohnung und ein großer Teil seines künstlerischen Frühwerks zerstört. Kurz vor Kriegsende geriet Reckert bei der Flucht in sowjetische Kriegsgefangenschaft und wurde zur Zwangsarbeit nach Tiflis deportiert, wo er nur knapp dem Tod durch Typhus entkam.
Nach seiner Entlassung und Rückkehr nach Deutschland im Jahre 1946 richtete sich Franz Reckert vorerst ein Atelier in Römhild in Thüringen ein und machte Ausstellungen in Berlin, Erfurt und Eisenach. Im April 1948 erhielt er für sein Gemälde Wartende Frauen den Ersten Preis in der 3. Kunstausstellung Hildburghausen. 1949 beteiligte er sich an der Ausstellung zum Goethejahr im Weimarer Schlossmuseum, woraufhin er das Prädikat „besonders wertvoller Kunstschaffender“ verliehen bekam. 1950 verließ er aus politischen und persönlichen Gründen die DDR.
Reckert kam erneut nach Hamburg. Zunächst obdachlos, überließ ihm der Malerkollege und Freund Eduard Bargheer seine Wohnung und Atelier in Hamburg-Blankenese, während er selbst sich auf Ischia in Italien aufhielt. Danach fand Franz Reckert Wohnung und Atelier in der Hansastraße und wurde Mitglied des Hamburger Berufsverbandes Bildender Künstler, an dessen jährlichen Ausstellungen er sich beteiligte.
Ab 1952 unternahm Reckert ausgedehnte Studienreisen nach Spanien, ins Tessin und Österreich. Es folgten weitere Ausstellungen u. a. in Chicago, Locarno und Ibiza. Ab 1964 beteiligte er sich regelmäßig an der Großen Kunstausstellung im Haus der Kunst in München und wurde Mitglied der Neuen Münchner Künstlergenossenschaft.
Im Jahre 1953 wurde Franz Reckert zum Mitbegründer des legendären Witthüs auf der Insel Sylt. Das Witthüs entwickelte sich bald zum Treffpunkt von Freigeistern, Künstlern und Anthroposophen. Dabei waren u. a. auch Rudi Dutschke, Joseph Beuys, Claus Peymann und Helmut Griem. Reckert, der sich im Witthüs ein Atelier einrichtete, interessierte sich jedoch vor allem für die künstlerische Auseinandersetzung mit der Landschaft nordischer Küsten, inspiriert durch die Schönheit der ihn umgebenden Natur.
1992 erhielt er den Arnold-Fiedler-Preis für sein Lebenswerk.

## Werk
Sein malerisches Werk ist vom Gegenständlichen über reduzierte schwarz-weiß Kompositionen bis hin zur vollständigen Abstraktion geprägt. In seinem späteren Werk arbeitete er teilweise – auf spielerische Weise – wieder gegenständlich, parallel dazu aber auch abstrakt und in sämtlichen Techniken, die er sich im Laufe seines Lebens erarbeitet hatte – von der Druckgrafik bis zum Ölbild, Aquarell, Gouache und seinen Tusche-Tempera-Bildern.
Die frühen Menschenbilder und Landschaften, die zum Teil während Reckerts Zeit als Soldat entstehen, sind von melancholisch anmutender und zurückhaltender Farbigkeit, vorwiegend in gebrochenen grau-grünbraunen Farbtönen gehalten. Der Großteil seines Frühwerkes ist jedoch während des Krieges verloren gegangen. Erst Franz Reckerts Studienreisen nach Südeuropa in den Jahren nach 1952, vor allem nach Spanien und ins Tessin, lassen die Kriegserlebnisse langsam in den Hintergrund treten und beleben seine Farbpalette. Er malt jetzt helle, lichte Landschaften, Südländerinnen, Tessinarchitekturen. Freifabulierend zählen jetzt auch orientalische Städte, Palazzos, üppige Gärten oder knorrige Olivenbäume zu seinen Motiven.
Die Insel Sylt inspiriert ihn zu einer Vielzahl von Bildern mit Landschaftsansichten. In dieser durch die elementaren Kräfte von Wind und Gezeiten geprägten Landschaft wird das Wirken der Naturgewalten, begriffen als Dialog zwischen Himmel und Erde, fortan eines seiner bevorzugten künstlerischen Themen. Aber auch die Spuren menschlichen Daseins in der Natur, sichtbar gemacht z. B. durch Bojen, Buhnenreste, Schiffswracks oder Treibgutfragmente, werden zu farblich belebenden Objekten in der flachen Weite der Landschaft. In diesem Zusammenhang stellt die Vielfalt vegetativer und geologischer Formen einen weiteren großen Themenkreis in Reckerts Schaffen dar.
Die Gouachen, Aquarelle und Mischtechniken mit landschaftlichen Attributen, wie Blätter, Muscheln oder Schneckenarchitekturen, sind Beispiele für das Bestreben mit bestimmten immer wiederkehrenden Naturformen ein künstlerisches und symbolhaftes Austauschverfahren aufzuzeigen. Mit der beispielhaften Verwendung vegetativer Formen als künstlerischen Akteur spannt Franz Reckert den Bogen zwischen realistischer Darstellungsweise einerseits und der Verfremdung zur surrealen Landschaft andererseits. Reckerts surrealistische Neigungen münden in eine Stilform, in der die Motive abgelöst von ihrer zugeordneten Bedeutung sich verselbstständigen, in ihrer Abstraktion zu einer eigenständigen Chiffre werden, wobei jedoch der landschaftliche Charakter erhalten bleibt – bzw. ihren gegenständlichen Sinn auflösen und dem Betrachter eine ganz eigene, neue Gegenständlichkeit offenbaren.
In diese Formenwelt gehören auch die Felsen- und Berglandschaften, die Reckert immer wieder faszinierten. Ausgehend vom Erlebten und Gesehenen, hat er in der Realität die poetische Substanz gesucht, um sie künstlerisch zu transformieren und mit Erfindungsreichtum immer wieder neu zu gestalten. Hier tritt der Bildhauer in Franz Reckert besonders deutlich hervor: sei es, indem er mikroorganische Strukturen und Objekte zu einem Ensemble und dabei zu neuer Form verschmelzen lässt oder die natürliche Kleinheit mancher Gegenstände zu monumentalen Skulpturen aufbaut.
Obwohl Franz Reckert in seiner Malerei meist vom Gegenstand, von der sichtbaren Erfahrung ausgegangen ist, hat ihn das Abstrahieren vom Gesehenen bis hin zur völligen Befreiung vom Gegenständlichen immer beschäftigt. Die Konfrontation mit der sich rapide entwickelnden Technifizierung unseres Zeitalters inspirierte Reckert zu einer Malerei der aktiven Linie, die Bewegung und Geschwindigkeit suggeriert, in der sich auch Zertrümmerung als dynamischer Schwingungszustand manifestiert. Die fortschreitende Befreiung von der Welt des Gegenstands war für ihn ein Gang zu den Quellen der Fantasie und den Tiefen der psychischen Existenz.
Ganz anders seine Bilder zum Thema Sport, die eine geschlossene Serie darstellen. Die symbolhafte Verdichtung kämpferischer Auseinandersetzung als Ausdruck des Menschen unserer Zeit steht dabei im Mittelpunkt des Interesses von Franz Reckert. Die erregenden Höhepunkte sportlichen Kampfgeschehens und die daraus erwachsende Spannung, die sich in der geballten Entladung von Emotion bei Akteuren und Publikum zeigt, lässt Reckert in seinen Bildern zu einem einzigen Moment bewegungsreicher Aktion verschmelzen. So wählt er hauptsächlich Sportarten wie Fußball, Eishockey, Rugby, Ringen und Boxen. Die nahezu realistisch anmutenden, sehr plakativen Arbeiten, anfänglich
in schwarz-weiß, später in einer eigens von ihm entwickelten Technik farbig hergestellt, werden häufig als „Originalgrafiken“ bezeichnet. Nimmt man ihren Werdegang jedoch genau, sind die Bilder gemalt.
Hinzu kommt sein plastisches Werk in Form von Kunst im öffentlichen Raum und am Bau ab 1965 sowie eine Vielzahl von Skulpturen, freikonzipierten Entwürfen und Modellen. Eine große Anzahl von Franz Reckerts Werken befindet sich weltweit in privaten und öffentlichen Sammlungen, zum Beispiel in der Hamburger Kunsthalle und der Sammlung zeitgenössischer Kunst der Bundesrepublik Deutschland. 2017 übernahm das Forum für Künstlernachlässe einen Kernbestand des Werkes von Franz Reckert.

## Plastische Werke im öffentlichen Raum und am Bau (Auswahl)

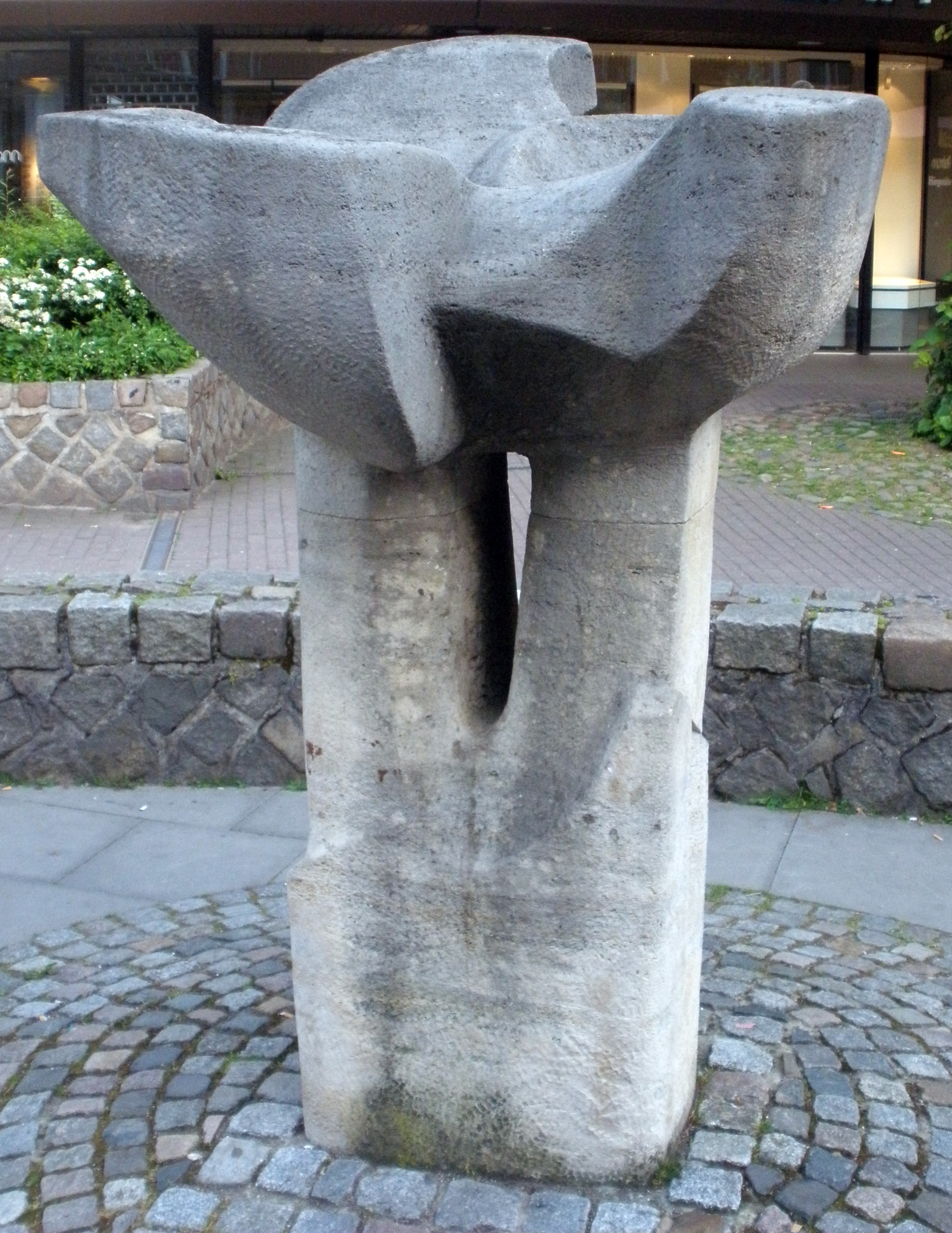
Denkmal für die Widerstandsgruppe Weiße Rose von Franz Reckert in Hamburg-Volksdorf (1977)

- Keramikmosaik im Treppenhaus des Kontorhauses Besenbinderhof 52 in Hamburg, 1959
- Märchenrelief aus Kunststein über drei Etagen im Treppenhaus der Brüder-Grimm-Schule in Lübeck-Moisling, 1969
- Kunststeinrelief in der Halle des Kindertagesheims Großlohering in Hamburg, 1971
- Reliefwand am Unterbacher Breidenplatz in Düsseldorf, 1971
- Große Brunnenanlage am AK Altona in Hamburg-Othmarschen, 1972
- Relief, Außenfassade des Burkhard-Gymnasiums in Lübeck, 1973
- Freistehende gestaffelte Reliefwand aus Kunststein vor dem AK Wandsbek in Hamburg, 1976
- Mahnmal Weiße Rose, Freiplastik aus Muschelkalk in Hamburg-Volksdorf, 1977[1]
- Aluminiumrelief im Postamt Glinde bei Hamburg, 1982
- Freiplastik aus Basaltstein, Karstadt-Verwaltungsgebäude in Essen, 1983
- Kunststeinrelief, Außenfassade der Schule Ahrensburg bei Hamburg, 1984
- Signal, Freiplastik aus Edelstahl, Kfz-Bereichswerkstatt der OPD Hamburg, 1985
- Freiplastik aus Muschelkalk auf dem Schulhof der Brüder-Grimm-Schule in Lübeck-Moisling, 1986
- Backsteinrelief in der Kassenhalle der Sparkasse Husum, 1987
- Brunnenplastik aus Edelstahl, Fußgängerzone Itzehoe, 1989
- Brunnenplastik aus Kunststein, Katholisches Stift, Reinbek bei Hamburg, 1998

## Literatur (Auswahl)

Brunnenanlage vor dem AK Altona von Franz Reckert in Hamburg-Othmarschen (1972)